# Perisama camelita
Perisama camelita är en fjärilsart som beskrevs av William Chapman Hewitson. Perisama camelita ingår i släktet Perisama och familjen praktfjärilar. Inga underarter finns listade i Catalogue of Life.